# 東港線 (台湾)

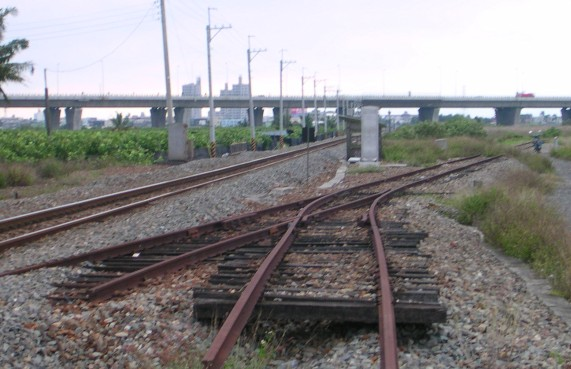
屏東線と東港線の分岐点（2004年撮影）

東港線（とうこうせん）は、台湾にかつて存在した台湾鉄路管理局の鉄道路線である。
清代からの重要な商港であった東港との連絡を目的に建設された、軍事輸送を主眼に置いた路線であった。しかし戦後に道路整備が進むと利用客は激減、廃止直前には年間60余名の利用者という赤字路線となり、1991年に一般業務を停止した。しかし、その後も支線である東港飛機場線の軍事需要があり、しばらく存続していたが、2002年に正式に廃止となり、2004年には屏東線から分岐の転轍器も撤去された。2010年代になって復活の動きがある。

## 歴史
- 1940年7月19日 - 開業[1]。
- 1991年3月1日 - 営業停止
- 2002年7月1日 - 廃止

2016年10月、政府の公共インフラ計画「前瞻基礎建設計画」に当路線の復活が盛り込まれ、行政院国家発展委員会による県内東港、大鵬湾、小琉球エリアの活性化策の一環として実現可能性調査(F/S)外部委託のための予算が計上された。しかしこのライトレール化計画は地元の反対や採算性への疑問などで2018年8月に事実上見合わせとなった。

## 運行形態
- 旅客:1両編成の列車が往復していた
- 貨物:支線として東港飛機線を有しており、軍事需要が存在した

## 使用車輌
- DR2406
- S200の牽引に依る普通客車
- 軍運列車

## 駅一覧
| 駅名   | 駅番号 | 駅間 キロ | 累計 キロ | 等級 | 接続路線・備考 | 所在地 | 所在地 |
| ------ | ------ | --------- | --------- | ---- | -------------- | ------ | ------ |
| 鎮安駅 | 198    | 0.0       | 0.0       | 三等 | 屏東線接続     | 屏東県 | 林辺郷 |
| 大鵬駅 |        | 3.2       | 3.2       | 廃止 |                | 屏東県 | 東港鎮 |
| 東港駅 |        | 3.0       | 6.2       | 廃止 |                | 屏東県 | 東港鎮 |